# Pfalzfahne

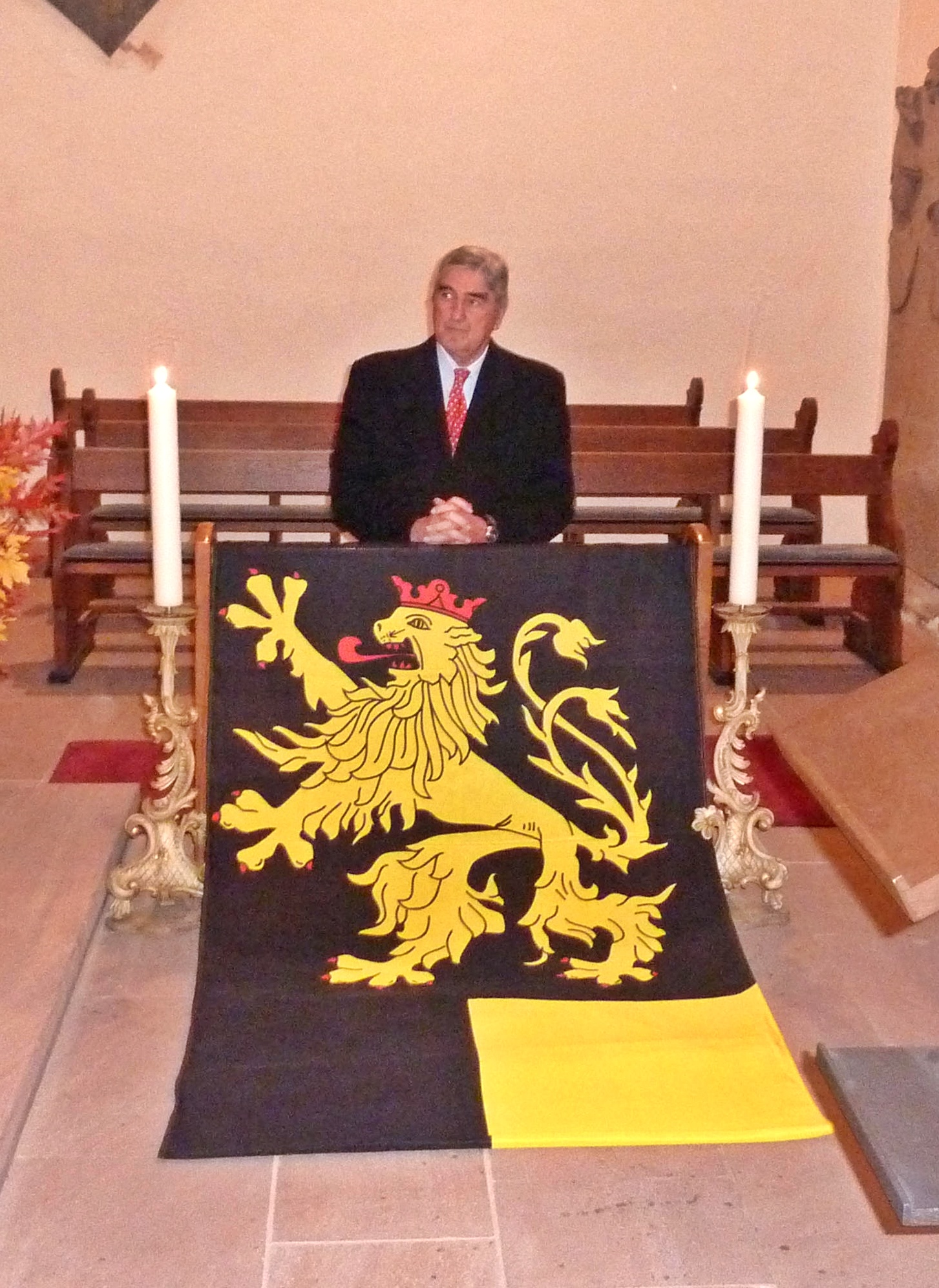
Alois Konstantin Fürst zu Löwenstein-Wertheim-Rosenberg mit Pfalzfahne, als Ehrengast bei einem Gottesdienst für seine Vorfahren, in der Stiftskirche (Neustadt an der Weinstraße), 2011

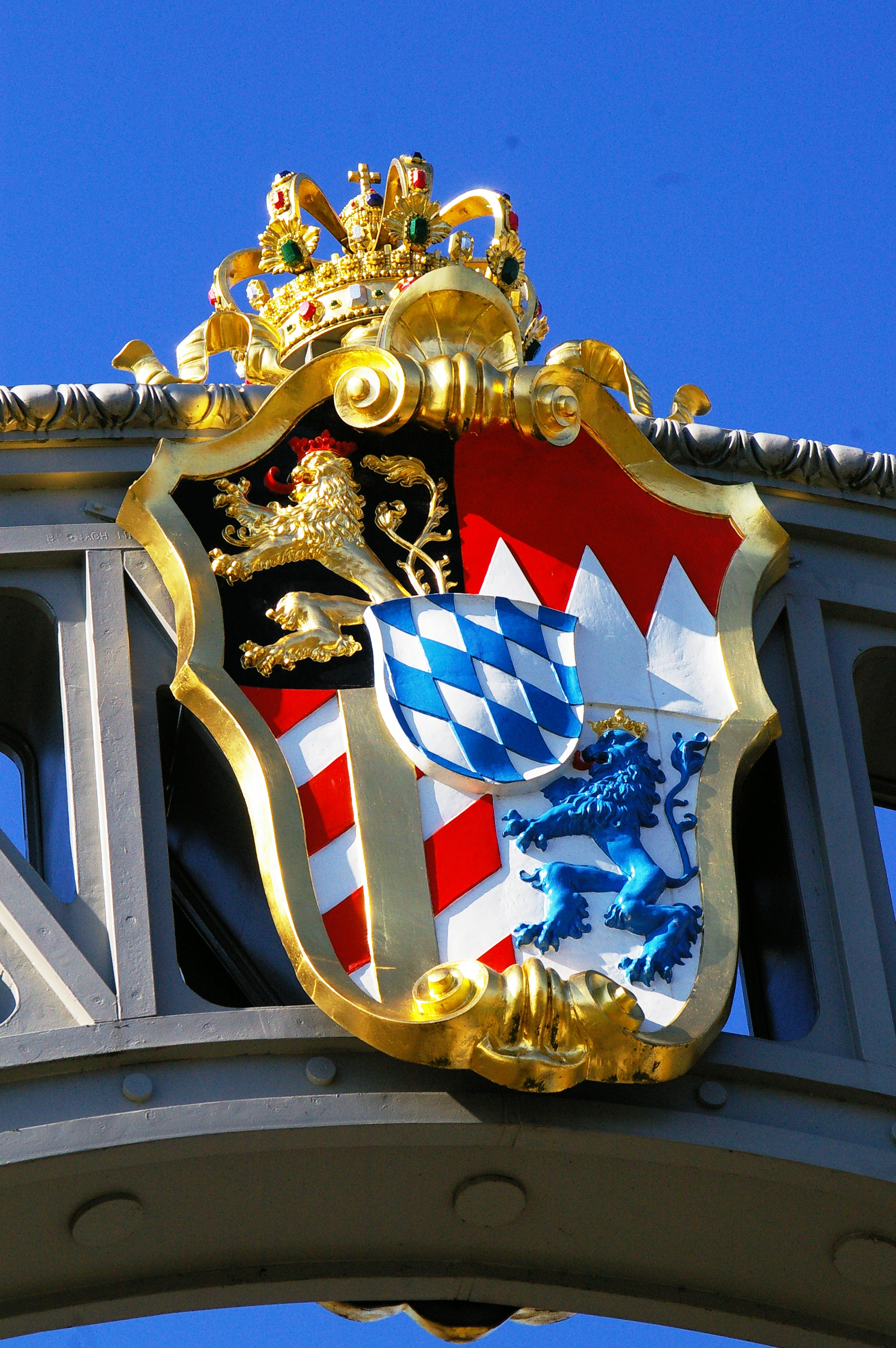
1835 eingeführtes Wappen des Königreichs Bayern, mit dem Pfälzer Löwen (oben links)

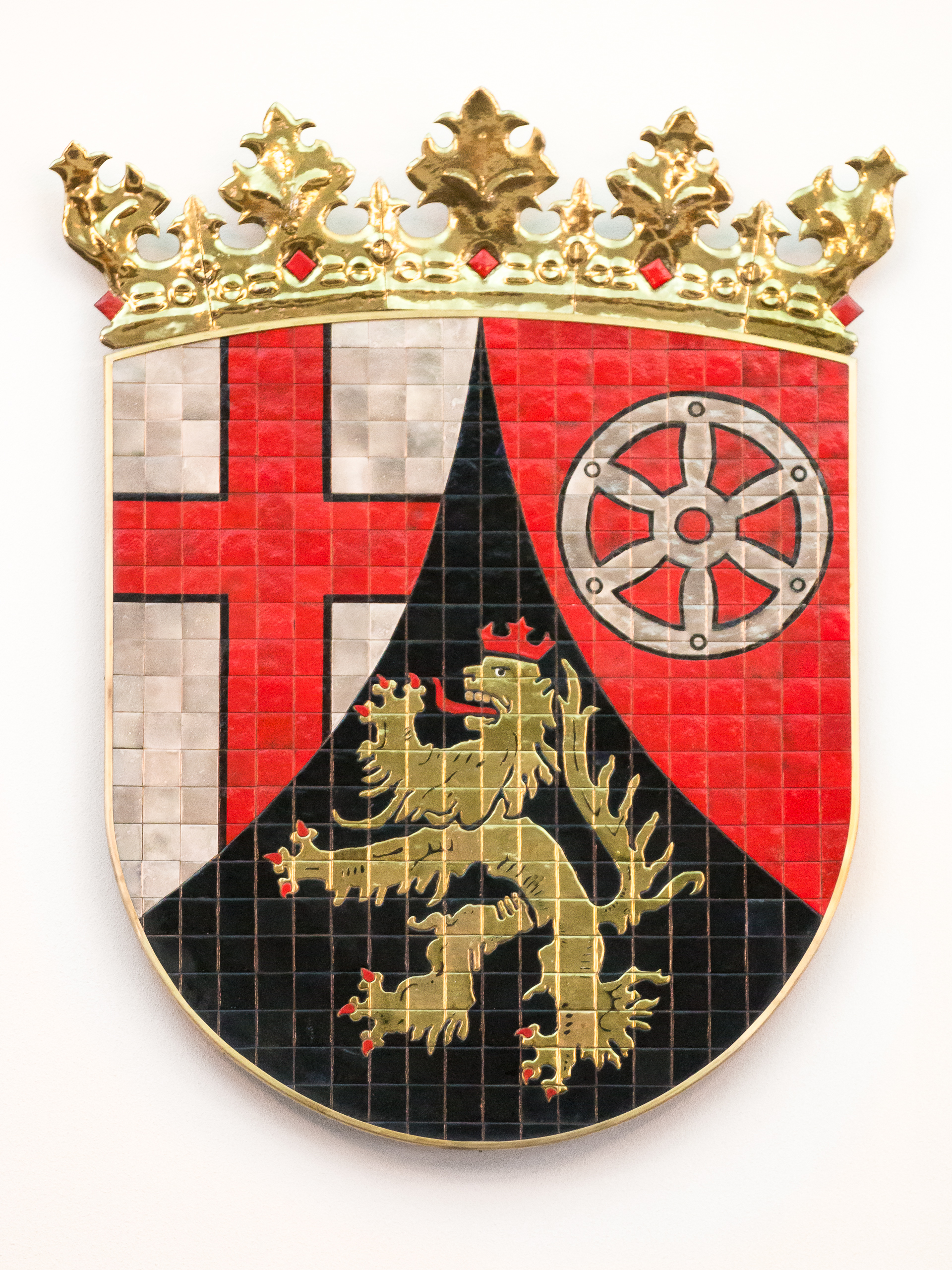
Landeswappen Rheinland-Pfalz (1948), mit dem Pfälzer Löwen

Die Pfalzfahne oder Pfälzer Fahne ist eine inoffizielle Flagge der Region Pfalz im deutschen Bundesland Rheinland-Pfalz.

## Beschreibung
Ein aufrecht schreitender, rot bewehrter und rot bekrönter, goldener Pfälzer Löwe auf schwarzem Grund, daran anschließend das Fahnentuch in schwarz und gold (bzw. gelb)  geteilt, abgeleitet aus den Hauptfarben des Wappens.  

## Geschichte der Region und ihres Wappens
Die heute als Pfalz bezeichnete Region des Landes Rheinland-Pfalz gehörte bis 1918, als „Kreis Pfalz“, zum Königreich Bayern, danach, bis 1946, zum Freistaat Bayern. 
Der aufrecht schreitende, rot bewehrte und später auch rot bekrönte, goldene Pfälzer Löwe auf schwarzem Grund ist seit dem 13. Jahrhundert als Wappen der Pfalzgrafschaft bei Rhein nachgewiesen. Dieses Symbol der Pfalzgrafschaft ging neben den weiß-blauen Wecken der Grafschaft Bogen schon früh ins Wittelsbacher Hauswappen ein. 1386 wurde die Universität Heidelberg gegründet. Auf ihrem Siegel aus der Gründungszeit sitzt St. Petrus, einen mächtigen Schlüssel haltend, auf einem Thron. Kurfürst Ruprecht I. kniet rechts daneben und hält ihm das Pfälzer Wappenschild mit dem Löwen huldigend entgegen. Links vom Apostelfürsten kniet der Mitregent und kurfürstliche Nachfolger Ruprecht II., der Petrus in gleicher Weise das wittelsbacher Rautenwappen darbringt.
1837 teilte König Ludwig I. von Bayern sein Königreich in 8 Kreise ein, nachdem er bereits 1835 ein neues Staatswappen verordnet hatte, in dem die Pfalz durch das historische schwarze  Wappenschild mit aufrecht schreitendem, rot bewehrtem und rot bekröntem goldenem Löwen symbolisiert wurde. Dieses Wappenschild ging als Symbol der Pfalz, 1948 auch in das neue Landeswappen von Rheinland-Pfalz über. Im neuen Bayerischen Staatswappen erscheint es ebenfalls, aber mit ungekröntem Löwen.

## Geschichte der Fahne
Bei der Neugliederung des Königreichs Bayern unterblieb 1837 eine Wappenzuteilung an die einzelnen Kreise, die Pfalz war aber mit ihrem historischen schwarz-goldenen Wappen im Staatswappen vertreten. Bei Festlichkeiten flaggte man hier in den Landesfarben weiß-blau oder in den Gemeindefarben, eine Fahne der Region wurde jedoch in weiten Kreisen der Bevölkerung vermisst.
Der in Billigheim ansässige Landarzt Dr. Friedrich Heitz († 1948) war heimatkundlich engagiert und entwickelte die Idee zur Schaffung einer Pfälzer Fahne. Bei der 1909, in Neustadt an der Weinstraße stattfindenden Ausstellung des „Vereins Pfälzischer Künstler und Kunstfreunde“ stellte er sie vor. Der Prototyp war von dem Künstler August Croissant entworfen und gemalt worden, erfuhr aber später noch leichte Veränderungen. Der Deidesheimer Bürgermeister Ludwig Bassermann-Jordan, ebenfalls ein Pfälzer Heimatkundler, sprach sich noch auf der Ausstellung zustimmend aus, der Neustadter Bürgermeister Theodor Wand bestellte gleich eine Fahne zur Beflaggung des Rathauses. In den Publikationen des Pfälzerwald-Vereins, dem Dr. Heitz aktiv angehörte, warb man nachhaltig für die neue Pfälzer Flagge. Sie verbreitete sich in der Region und der Pfälzerwald-Verein ließ sie auf den örtlichen Burgen aufhängen.
Da der Pfalz behördlicherseits weder ein Kreiswappen, noch Kreisfarben verliehen worden waren und man separatistische Tendenzen befürchtete, verbot das Bayerische Staatsministerium des Königlichen Hauses und des Äußern die Pfalzfahne am 13. Februar 1915. Dieses Verbot blieb bis zum Ausscheiden der Pfalz aus dem bayerischen Staatsverband in Kraft. 
Noch vorhandene Fahnen tauchten immer wieder an Privathäusern auf. Ende des 20. Jahrhunderts fing man an, die Flagge neu herzustellen und zu bewerben. Sie hat sich inzwischen etabliert und man sieht sie wieder oft im Straßenbild der Region. 
Seit 2010 finden in der Stiftskirche Neustadt jährlich zwei Gedenkmessen für das pfalz-bayerische Herrscherhaus Wittelsbach statt. Hierzu erscheint regelmäßig Alois Konstantin zu Löwenstein-Wertheim-Rosenberg, der direkte Nachkomme des Pfälzer Kurfürsten Friedrich I. Bei dieser Gelegenheit wird der Ehrenplatz des Chef des ehemaligen Herrscherhauses stets mit der Pfalzfahne geschmückt.